# 坂田松一
坂田 松一（さかた しょういち）は、日本の元アマチュア野球選手（内野手、ポジションは遊撃手）。

## 経歴・人物
筑紫工業高等学校では2年生の時に、1971年夏の選手権で当校において、初の甲子園への出場を果たした。二塁手として出場し、活躍するが、根本隆らがいた銚子商業高校に敗れた。翌年の夏の甲子園県予選の1回戦において、小川一夫らがいた戸畑商業高校に敗れ、甲子園出場を逸する。
高校卒業後は、亜細亜大学に進学。1975年のアジア野球選手権日本代表に選出された。1976年に開催された明治神宮外苑創建・神宮球場竣功50年記念奉納野球試合における東都大学選抜のメンバーにも選ばれた。大学同期に黒紙義弘、竹桝和也らがいる。
1976年のドラフト会議でクラウンライターライオンズに4位指名されたが、入団を拒否し、三協精機に入社した。その後、都市対抗野球大会や社会人野球日本選手権大会にも出場したが、会社の業績不振により1978年にもって野球部は休止となった。その後は、諏訪で少年野球で指導に当たっている。